# Jean Baptiste Perrin
Jean Baptiste Perrin (1870 - 1942) sinh ra tại Lille, miền Bắc nước Pháp. Ông là một nhà khoa học vật lý nguyên tử và cũng là nhà hóa học nổi tiếng của Pháp.

## Cuộc đời
Ông sinh ngày 30 tháng 9 năm 1870 trong một gia đình nghèo. Năm ông lên 10 tuổi, cha ông qua đời. Thời thơ ấu ông học ở Lyon, sau đó là học trung học ở Paris. Tiếp tục con đường học tập, ông theo học tại một trường sư phạm ở Paris. Tại đây, ông trở thành trợ lý trong quá trình nghiên cứu khoa học về tia cathode (Tia âm cực) và Tia X-quang (Tia X, tia Rontgen).
Năm 1897, nhờ bảo vệ luận án tiến sĩ về Tia âm cực và tia quang tuyến Rontgen, ông giành được giải thưởng khoa học của trường và được bổ nhiệm làm giảng viên vật lý tại trường Đại học Sorbonne, Paris, trở thành giáo sư vật lý vào năm 1910.
Năm 1936, ông tham gia chính trị sau một thời gian tham gia quân ngũ trong chiến tranh thế giới thứ 1 với chức vụ là Thứ trưởng Bộ nghiên cứu khoa học và là người thành lập Viện phát minh khoa học Pháp (Palais de Decouvertes), sau đó trở thành Trung tâm nghiên cứu khoa học quốc gia.
Trong thời gian chiến tranh thế giới thứ 2, ông đã phải sang lánh nạn ở Bắc Phi, Hoa Kỳ. Ông mất vào ngày 17 tháng 4 năm 1942 tại New York. Thi hài ông được nước Pháp đón về và chôn cất tại Điện Panthéon, nơi chôn cất của các vĩ nhân nước Pháp.
Francis Perrin là người con trai duy nhất của Jean Baptiste Perrin tiếp tục đi theo sự nghiệp của cha mình và cũng trở thành một nhà bác học về vật lý nguyên tử rất nổi tiếng của Pháp.

## Sự nghiệp
Ông bắt đầu sự nghiệp nghiên cứu vật lý nguyên tử vào năm 1895, với những thí nghiệm về phản ứng nhiệt hạch và tính toán số Avogadro, ông thấy tia âm cực là sự kết hợp của nguyên tử và với các điện tích âm.
Năm 1905, ông thử nghiệm kiểm tra lý thuyết chuyển động Brown về nguyên tử.
Năm 1923, ông được bầu vào  Viện hàn lâm khoa học Pháp, và là thành viên của hội Hoàng gia London và viện Hàn lâm khoa học Bỉ. Năm 1926, ông dành giải thưởng Nobel Vật lý về sự khám phá về cấu tạo của vật chất.
Ông đã biên soạn nhiều sách có giá trị cao về mặt khoa học như: Sự thẩm thấu của màng bán thấm, Những nguyên lý, những nguyên tử, khái luận vật lý...